# Radical 156
Le radical 156, qui signifie « courir », est un des 20 radicaux composés de sept traits parmi les 214 radicaux chinois répertoriés dans le dictionnaire de caractères de Kangxi.

## Caractères avec le radical 156
| nombre de traits          | caractères                             |
| ------------------------- | -------------------------------------- |
| Sans trait supplémentaire | 走 赱                                  |
| 2 traits supplémentaires  | 赲 赴 赵                               |
| 3 traits supplémentaires  | 赳 赶 起 赸                            |
| 4 traits supplémentaires  | 赹 赺 赻 赼 赽 赾 赿                   |
| 5 traits supplémentaires  | 趀 趁 趂 趃 趄 超 趆 趇 趈 趉 越 趋    |
| 6 traits supplémentaires  | 趌 趍 趎 趏 趐 趑 趒 趓 趔             |
| 7 traits supplémentaires  | 趕 趖 趗 趘 趙 趚                      |
| 8 traits supplémentaires  | 趛 趜 趝 趞 趟 趠 趡 趢 趣 趤 趥 趦 趧 |
| 10 traits supplémentaires | 趨                                     |
| 12 traits supplémentaires | 趩 趪 趫 趬 趭                         |
| 13 traits supplémentaires | 趮                                     |
| 14 traits supplémentaires | 趯 趰                                  |
| 16 traits supplémentaires | 趱                                     |
| 19 traits supplémentaires | 趲                                     |